# Baton Rouge
Baton Rouge (IPA: [ˌbætən ˈɹuːʒ]; in francese Bâton-Rouge, IPA: [bɑtɔ̃ ʁuʒ] , «bastone rosso») è una città degli Stati Uniti, capitale della Louisiana e capoluogo della Parrocchia di East Baton Rouge.
Baton Rouge è sempre stata la seconda città della Louisiana dopo New Orleans, la quale però ha visto notevolmente ridursi la propria popolazione a metà 2005, dopo il disastro dell'uragano Katrina. Al censimento del 2000 aveva 227 818 abitanti e secondo la stima del 2018 erano 225 374, mentre l'area metropolitana di Baton Rouge contava 830 480 abitanti nel 2018. Baton Rouge è sede del principale campus della Louisiana University e della Southern University.
Baton Rouge è conosciuta anche con il nome inglese di Red Stick, e come altre capitali di stati, è chiamata "Capitol Area", ed è abbreviata in B.R.

## Geografia fisica
Baton Rouge sorge sulla sponda sinistra del fiume Mississippi ed è situata a 130 km a nord-ovest di New Orleans. Secondo lo United States Census Bureau, la città ha una superficie totale di 204,8 km², dei quali 199 km² di territorio e 5,7 km² di acque interne (il 2,81% del totale).

### Clima
Baton Rouge ha un clima mediterraneo con brevi, miti e secchi inverni ed estati molto lunghe, calde e umide. Come per New Orleans, evento eccezionale per Baton Rouge fu la neve che cadde nel 2004 e che si sciolse in poche ore.

## Etimologia
Baton Rouge deve il suo nome ad un palo rosso che marcava il confine tra i territori di caccia degli Houma e dei Bayou Goula. Questo dettaglio non sfuggì a Pierre Le Moyne d'Iberville che, nel 1699, fondò la città.

## Storia

### Le origini e i tempi moderni
Baton Rouge venne fondata nel 1699 dai francesi che puntavano a farne un insediamento di spicco della Nuova Francia. Solo nel 1755 la città ebbe un significativo sviluppo. Affluirono infatti in città molti profughi acadiani, i cajun (termine con cui si identificano i discendenti acadiani) mantennero una cultura propria, con propri usi, costumi e tradizioni. Con il Trattato di Parigi del 1763, Baton Rouge divenne l'ultimo caposaldo della Florida britannica ad occidente. Gli inglesi fortificarono ed ingrandirono la città che, come le altre nuove colonie del Sud, rimase fedele all'Impero britannico durante la Rivoluzione Americana.
Nel 1779 gli spagnoli, che controllavano New Orleans, assediarono ed espugnarono Baton Rouge. Nel 1812 la Louisiana divenne uno Stato dell'Unione e, nel 1847 la capitale venne spostata da New Orleans a Baton Rouge, che all'epoca contava appena duemila abitanti. Durante la Guerra di secessione americana la città venne occupata dai nordisti nel 1862, tuttavia i confederati, che in un primo momento avevano trascurato l'ipotesi di riconquistare Baton Rouge, assediarono i nordisti nell'estate del 1862, ma senza esito e con gravi danni alla città.

## Monumenti e luoghi d'interesse
- Baton Rouge River Center
- Mall of Louisiana
- Mall at Cortana
- BREC Memorial Stadium
- Blue Bayou Waterpark
- Dixie Landing
- Independence Park Botanic Gardens
- Laurens Henry Cohn, Sr. Memorial Plant Arboretum
- Louisiana State Capitol
- Louisiana State University
- LSU Rural Life Museum
- LSU University Lake
- Old State Capitol
- Riverside Centroplex
- Shaw Center for the Arts
- Southern University
- Tiger Stadium
- Perkins Rowe

## Società

### Evoluzione demografica
| Città di Baton Rouge Popolazione per anno |                 |
| 1950                                      | 125 629         |
| 1960                                      | 152 419         |
| 1970                                      | 165 963         |
| 1980                                      | 219 419         |
| 1990                                      | 219 531         |
| 2000                                      | 227 818         |
| 2004                                      | 224 097         |
| 2018                                      | 225 374 (stima) |

Al censimento del 2000 risultavano a Baton Rouge 225 374 abitanti, la cui origine etnica era così suddivisa: 50,02% neri, 45,70% bianchi, 0,18% nativi americani, 2,62% asiatici, 0,03% oceaniani, 0,49% di altra origine, 0,96% di origine multietnica, 1,72% ispanici.
Questi dati cambiarono drammaticamente nel settembre 2005, dopo il passaggio dell'Uragano Katrina. L'ufficio del sindaco ha stimato in 415 000 gli abitanti della parish di Baton Rouge prima dell'uragano. Due settimane dopo, la popolazione era salita a 800 000-1 milione di persone. Secondo la Camera di Commercio di Baton Rouge, la città ha accolto circa 235 000 sfollati dalla zona di New Orleans, dei quali 160 000 hanno trovato rifugio in case private da parenti e amici, 41 000 hanno affittato un'abitazione, 32 000 si sono sistemati negli alberghi, 20 000 nei rifugi per sfollati e 10 000 in case sfitte o non ancora vendute, nei dormitori dei college e in altre strutture.
Sia l'ufficio del sindaco che la camera di commercio si aspettano una crescita della zona di Baton Rouge di 25-50 000 abitanti, dopo che gli sfollati di New Orleans siano tornati alle loro case.
Un altro dato riguarda le scuole, con l'aumento degli studenti da 46 580 il giorno prima dell'uragano a 52 518 il 1º ottobre. L'aumento improvviso ha messo a dura prova il sistema scolastico locale e si è ricorsi a lezioni serali per molti degli studenti sfollati. Questi dati non tengono conto delle scuole private (per la maggior parte cattoliche) che hanno dovuto affrontare lo stesso problema ospitando gli studenti provenienti dalle scuole omologhe di New Orleans.

## Cultura

### Istruzione

#### Università
Baton Rouge è sede dell'Università statale della Louisiana, fondata nel 1860.

### Media

#### Stampa
Il quotidiano della città è The Advocate, fondato nel 1925.

## Infrastrutture e trasporti

### Strade
La principale via d'accesso alla città è l'autostrada interstatale I-10, che qui s'interseca con la I-12. Baton Rouge è attraversata da sud a nord dalla US 61.

### Aeroporti
La città è servita dall'aeroporto Metropolitano di Baton Rouge, situato a 7 km a nord dal centro.

## Amministrazione

### Gemellaggi
- Aix-en-Provence
- Córdoba
- Port-au-Prince
- Taichung

Dopo una visita a Taiwan, il sindaco Holden ha rivelato di voler gemellare Baton Rouge anche con la capitale taiwanese, Taipei.